# Ратфор
Ратфор (сокращение от англ. Rational Fortran — «Рациональный Фортран») — язык программирования, реализованный в качестве препроцессора для Fortran 66. Он предоставляет современные управляющие конструкции, недоступные в Fortran 66, с целью замены Goto и номеров операторов.

## Возможности
Ратфор предоставляет следующие виды управляющих конструкций, описанные Брайаном Кёрниганом:
- Группировка операторов с помощью фигурных скобок;
- Управляющие операторы: if-else, switch, while, for, do, repeat-until, break, next;
- Свободный формат написания кода, то есть не ограниченный правилами формата Фортран, как несколько операторов в строке, так и оператор на нескольких строках;
- Операторы сравнения <, >, >=, … в дополнение .LT., .GT., .GE., …;
- Оператор return(выражение) для функций;
- Директивы препроцессора: define, include;
- Символ # комментария может находиться в любой позиции строки.

Например, следующая программа
```
if
 
(
a
 
>
 
b
)
 
{
    
#
 
Поиск
 
максимума

  
max
 
=
 
a

}
 

else
 
{

  
max
 
=
 
b

}

```

Может быть транслирована в следующую
```
     
 
 
IF
(.
NOT
.(
A
.
GT
.
B
))
GOTO
 
1

     
 
 
MAX
 
=
 
A

     
 
 
GOTO
 
2

   1 
 
 
CONTINUE

     
 
 
MAX
 
=
 
B

   2 
 
 
CONTINUE

```

Версия Ратфор приведённая в книге «Software Tools» написана на языке Ратфор, в качестве примера программы, и поскольку доступен её исходный код на Фортран, она может быть портирована на любую Фортран систему. Файлы исходного кода на языке Ратфор имеют расширение .r или .rat.

## История
Ратфор был разработан и реализован Брайаном Керниганом в Bell Telephone Laboratories в 1974 году и описан в книге «Software—Practice & Experience» в 1975 году. Он был использован в книге «Software Tools» (Брайан Кёрниган и Филлип Плаугер, 1976).
В 1977 году в Университете Пердью была написана улучшенная версия препроцессора Ратфор. Она называлась Mouse4, так как была компактнее и быстрее, чем Ратфор. Доктор Дуглас Комер, профессор из Пердью, в опубликованном им документе заключил: «Вопреки доказательствам, представленным разработчиком Ратфор, последовательный поиск часто недостаточен для производства программного обеспечения. Кроме того, в случае лексического анализа хорошо известные методы, по-видимому, обеспечивают эффективность, сохраняя при этом простоту, легкость кодирования и модульность специальных методов.»
По сравнению с препроцессором Ратфор для программы из 3000 строк кода, работающих в системе CDC 6500, потребовалось 185,470 секунд процессора. При использовании двоичного поиска на Ратфоре это время сократилось на 50%. Переписывание лексического анализатора с использованием метода, основанного на конечных автоматах, сократило время выполнения до 12,723 секунд.
При наличии компилятора Фортран 77 приемник Ратфора, Ratfiv при использовании опции /f77 мог генерировать более читаемый код:
```
     
 
IF
 
(
A
 
.
GT
.
 
B
)
 
THEN

     
 
  
MAX
 
=
 
A

     
 
ELSE

     
 
  
MAX
 
=
 
B

     
 
ENDIF

```

В 1985 году исходный код Ратфор был переписан на C и улучшен для получения кода Fortran 77. В 2010 году был создан git репозиторий, с целью возрождения Ратфора. Между тем, компилятор GNU C, который имел возможность напрямую компилировать файл Ратфор (.r) без сохранения бесполезного промежуточного кода на языке Фортран (.f) (gcc foo.r) потерял эту функциональность в версии 4 во время перехода в 2005 году из Фортран 77 в GNU Fortran.
Для пользователей, которым необходимо скомпилировать старое программное обеспечение на Ратфор в любой операционной системе, по-прежнему доступны соответствующие .deb и .rpm пакеты с исходным кодом.